# Aelurillus afghanus
Aelurillus afghanus là một loài nhện trong họ Salticidae.
Loài này thuộc chi Aelurillus. Aelurillus afghanus được Azarkina miêu tả năm 2006.